# هضبة أبو رخم
هضبة أبو رَخَم هي إحدى هضاب منطقة القصيم في المملكة العربية السعودية، وترتفع 1299 متراً عن سطح البحر.

## وصف الموقع
تقع الهضبة في إحداثيات 24°53'17.14«شمال 43°07'8.57» شرق على ملتقى الحدود الإدارية لمنطقة القصيم مع منطقة الرياض، ويحدها من الشمال جبل طخفة وجبال الصبحا وضلعان اللعاعة، ومن الجنوب قرية هرمولة وقرية السليسية وجبال الشعب وقرية الدارة وجبال الثلاث، ومن الشرق قرية مشرفة وقرية القرارة وقرية الصلبية وهضبة أم رقيبة، ومن الغرب قرية ليم وجبل أبو راسين، ويمر من جانب الهضبة من الغرب شعيب هرمول ومن الجنوب شعيب البطحي.
ذكرها عبد الله بن صالح العقيل وذكر أن طريق الحج البصري يمر عن عندها من جهة الغرب على بعد 6 كيلومترات، وأنها لم تذكر في كتب البلدان القديمة ولم يذكرها محمد ناصر العبودي في معجم بلاد القصيم ولا محمد بن بليهد في صحيح الأخبار.